# Arne Linderholm
Arne Linderholm (ur. 22 lutego 1916, zm. 20 lutego 1986) – szwedzki piłkarz, grający na pozycji napastnika.

## Kariera klubowa
Podczas kariery piłkarskiej Arne Linderholm występował w Sleipnerze Norrköping. Z Sleipnerem zdobył jedyne w jego historii mistrzostwo Szwecji w 1938. Rok wcześniej zdobył wicemistrzostwo.

## Kariera reprezentacyjna
W reprezentacji Szwecji Linderholm zadebiutował 19 czerwca 1938 w przegranym 2-4 meczu o trzecie miejsce w mistrzostwach świata z Brazylią. 
Ostatni raz w reprezentacji wystąpił 4 września 1938 w wygranym 1-0 towarzyskim meczu z Norwegią.
W 1938 wystąpił w reprezentacji w pięciu meczach.
| Mecze i gole w reprezentacji | Mecze i gole w reprezentacji | Mecze i gole w reprezentacji | Mecze i gole w reprezentacji | Mecze i gole w reprezentacji | Mecze i gole w reprezentacji | Mecze i gole w reprezentacji |
| #                            | Data                         | Miasto                       | Przeciwnik                   | Gol                          | Wynik                        |                              |
| ---------------------------- | ---------------------------- | ---------------------------- | ---------------------------- | ---------------------------- | ---------------------------- | ---------------------------- |
| 1.                           | 19.06.1938                   | Bordeaux                     | Brazylia                     |                              | 2:4                          | MŚ 1938                      |
| 2.                           | 21.06.1938                   | Kopenhaga                    | Dania                        |                              | 1:0                          | Puchar Nordycki              |
| 3.                           | 04.07.1938                   | Helsinki                     | Finlandia                    |                              | 4:2                          | Puchar Nordycki              |
| 4.                           | 07.08.1938                   | Solna                        | Czechosłowacja               |                              | 2:6                          | towarzyski                   |
| 5.                           | 04.09.1938                   | Oslo                         | Norwegia                     |                              | 1:2                          | towarzyski                   |